# Sığma, Sarayköy
Sığma là một thị trấn thuộc huyện Sarayköy, tỉnh Denizli, Thổ Nhĩ Kỳ. Dân số thời điểm năm 2010 là 1.028 người.